# کاروی لویتزکی
کاروی لویتزکی (مجاری: Levitzky Károly; ۱ مهٔ ۱۸۸۵ – ۲۳ اوت ۱۹۷۸) قایقران روئینگ اهل مجارستان بود.